# Een spelletje voor speurders
Een spelletje voor speurders is een hoorspel van Miklós Gyárfás. Ein Detektivspiel werd op 24 juni 1969 door de Westdeutscher Rundfunk uitgezonden. Anne Ivitch vertaalde het en de VARA zond het uit op zaterdag 20 december 1969. De regisseur was Jan C. Hubert. Het hoorspel duurde 61 minuten.

## Rolbezetting
- Jan Borkus (de lange slanke)
- Tonny Foletta (de korte dikke)
- Els Buitendijk (de stewardess die het allemaal zo goed wist)

## Inhoud
De kunst van de detective is in verval, routinegevalletjes beheersen de scène, intellect en fantasie sterven af. Zo klaagt in elk geval een meester in dit vak, een oudgediende commissaris, als hij tijdens een bootreis een collega ontmoet. Om in vorm te blijven, bedenkt hij zelf "onoplosbare" gevallen en poogt dan een plausibele oplossing te bedenken. Zijn nieuwste vondst: op het marktplein van een kleine stad wordt het lijk van een leraar geïdentificeerd, ongekwetst, maar met een brief op zak waarin hij aangeeft dat hij vroeg of laat zal omgebracht worden. De beide criminalisten komen overeen dat ze het geval samen zullen oplossen. De commissaris speelt de verdachten en de getuigen; zijn collega verhoort ze…